# Grigorij Morozov
Grigorij Pavlovič Morozov (in russo Григорий Павлович Морозов?; Iževsk, 6 giugno 1994) è un calciatore russo, difensore del Beitar Gerusalemme.

## Caratteristiche tecniche
Terzino destro, può giocare anche come terzino sinistro.

## Palmarès

### Club

#### Competizioni nazionali
- Pervenstvo Futbol'noj Nacional'noj Ligi: 1

Dinamo Mosca: 2016-2017
- Coppa d'Israele: 1

Beitar Gerusalemme: 2022-2023